# Aladdin (film 1992)
Aladdin è un film d'animazione del 1992 co-scritto, diretto e prodotto da Ron Clements e John Musker, prodotto da Walt Disney Animation Studios e distribuito da Walt Disney Pictures. È considerato il 31º Classico Disney secondo il canone ufficiale ed è il quarto film dell'era del Rinascimento Disney. Il film è stato diretto da Ron Clements e John Musker ed è basato sul famoso racconto persiano di Aladino e la lampada meravigliosa contenuto nella raccolta di novelle orientali Le mille e una notte. Il cast di doppiatori originali è composto da Scott Weinger, Robin Williams, Linda Larkin, Jonathan Freeman, Gilbert Gottfried, Frank Welker, Jim Cummings e Douglas Seale.
Howard Ashman, l'autore dei testi delle canzoni del film, propose l'idea del film al presidente dei Disney Studios, Jeffrey Katzenberg, e la sceneggiatura passò attraverso tre bozze prima che Katzenberg desse il via alla produzione. Gli animatori basarono i loro disegni sul lavoro del caricaturista Al Hirschfeld e il computer venne impiegato sia per la colorazione sia per la creazione di qualche elemento animato. La colonna sonora è stata composta da Alan Menken e comprende sei canzoni con testi scritti anche da Tim Rice, entrato nel progetto dopo la scomparsa di Ashman.
Aladdin venne distribuito per la prima volta a Los Angeles e New York l'11 novembre 1992, ed in tutte le sale statunitensi il 25 novembre dello stesso anno. Ha ricevuto recensioni positive da parte dalla critica, in particolare per la performance di Williams, ed è stato un successo commerciale, diventando così il film con il maggior incasso del 1992 con un guadagno di oltre $504 milioni di incassi al botteghino mondiale. Al momento dell'uscita, è diventato il primo film d'animazione a raggiungere il mezzo miliardo di dollari ed è stato il film d'animazione con il maggior incasso di tutti i tempi fino a quando non è stato superato da Il re leone (1994). La pellicola si è inoltre aggiudicata molti premi, in particolare per la colonna sonora. Il successo di Aladdin portò poi a immettere sul mercato anche due seguiti direct-to-video, Il ritorno di Jafar (1994) e Aladdin e il re dei ladri (1996), un'omonima serie televisiva animata (1994-1996), giochi, videogiochi, spin-off, un adattamento in live-action e altro.

## Trama
Un eccentrico venditore ambulante presenta la sua mercanzia, tra cui una lampada a olio, spiegando che si tratta di un oggetto molto speciale, tanto che molti anni prima cambiò il destino di un ragazzo: un giovane che, come la stessa lampada, valeva assai più di quanto non apparisse. A questo punto il mercante inizia a narrarne la storia.
Jafar, un infido stregone e visir reale della città mediorientale di Agrabah, cerca una lampada magica nascosta nella Caverna delle Meraviglie, e a tale scopo si incontra con il brigante Gazeem, che ha recuperato un talismano che funge da chiave della caverna. Lo spirito guardiano della caverna, dalle fattezze di tigre, gli dice che solo una persona è degna di entrare, il "diamante allo stato grezzo". Jafar, incurante dell'avvertimento, costringe Gazeem ad entrare, ma la caverna collassa, uccidendo il brigante, e si dissolve restituendo il talismano al visir. In seguito Jafar scopre che il "diamante allo stato grezzo" è un giovane in cerca di fortuna di nome Aladdin, il quale è riuscito a fuggire dal capitano Razoul e i suoi soldati, prima di un terribile faccia a faccia con il maleducato principe Achmed, un pretendente respinto dalla principessa. Nel frattempo, la bellissima e giovane principessa Jasmine, figlia del Sultano, è sconvolta dal suo obbligo di sposare un principe per legge piuttosto che per amore entro il suo prossimo compleanno. Si traveste da popolana e fugge dal palazzo per visitare Agrabah, dove viene salvata da un fruttivendolo arrabbiato da Aladdin e dalla sua scimmietta Abu. Mentre si sviluppa un legame tra Aladdin e Jasmine, Razoul e le guardie del palazzo catturano Aladdin su ordine di Jafar, mentre Jasmine, prima di scappare in lacrime verso la fontana dove aspettava Rajah la tigre, si rivela ai presenti e chiede il rilascio di Aladdin affrontando Jafar, ma lui le mente, dicendo che il ragazzo è stato giustiziato.
Travestito da anziano mendicante, Jafar libera Aladdin e Abu dalla prigione e li porta alla Caverna delle Meraviglie, ordinando loro di recuperare la lampada in cambio dei tesori nascosti nella caverna. Lo spirito guardiano permette ad Aladdin di entrare, ma lo avverte di non toccare nient'altro che la lampada. Il ragazzo stringe amicizia con un tappeto magico che lo guida fino alla lampada, ma Abu afferra un grande gioiello, provocando il crollo della caverna. La scimmia e Aladdin si salvano grazie al tappeto magico, che è in grado di volare. Giunto all'uscita, il ragazzo dà la lampada a Jafar, che lo tradisce e lo abbandona insieme ad Abu e il tappeto. Poi il visir scopre con rabbia di aver perso la lampada, che è nelle mani di Aladdin. Intrappolato sottoterra, quest'ultimo esamina la lampada e incontra il Genio che ci vive dentro. Egli concede tre desideri al suo padrone, anche se Aladdin lo induce a liberarli tutti dalla caverna senza usare un desiderio. Dopo aver appreso che il Genio desidera essere liberato dalla schiavitù perché prigioniero della lampada, Aladdin promette di usare il suo ultimo desiderio per liberarlo. Poi Aladdin usa il suo primo desiderio di diventare un principe, con l'intenzione di corteggiare Jasmine.
Il pappagallo di Jafar, Iago, suggerisce al suo padrone di poter diventare Sultano sposando Jasmine. Aladdin, nei panni del "principe Ali Ababwa", arriva ad Agrabah con un enorme seguito di servitori e ricchezze, ma Jasmine, quando suo padre, Aladdin e Jafar discutono del suo matrimonio, si arrabbia e si allontana. Per scusarsi, Aladdin porta Jasmine a fare un giro per il mondo con il tappeto magico. Quando lei lo riconosce, lui le mente affermando che si veste da cittadino comune solo per sfuggire allo stress della vita reale. Dopo che Aladdin ha portato a casa Jasmine, le guardie del palazzo lo catturano per ordine di Jafar e lo gettano in mare incatenato e imbavagliato. Rischiando di morire annegato, Aladdin fa uscire il Genio dalla lampada e si salva a costo del suo secondo desiderio. Aladdin torna a palazzo ed espone a tutti il complotto di Jafar, spingendo quest'ultimo a fuggire, ma non prima di aver notato la lampada dentro il turbante di Aladdin, scoprendo la vera identità del principe Ali.
Temendo di perdere Jasmine se la verità viene rivelata e di non poter governare un regno senza l'aiuto del Genio, Aladdin infrange la sua promessa di usare il terzo desiderio per liberarlo. Il Genio è molto deluso e Aladdin capisce di dover dire a Jasmine la verità. Prima che possa farlo, Iago ruba la lampada e Jafar diventa il nuovo padrone del Genio. Jafar usa i suoi primi due desideri per diventare dapprima il Sultano e poi lo stregone più potente del mondo, esiliando Aladdin, Abu e il tappeto in una terra desolata fatta di neve e ghiaccio. I tre però tornano ad Agrabah, dove Jasmine cerca di aiutare Aladdin a rubare la lampada, ma Jafar la intrappola in un'enorme clessidra. Poi, prendendo il possesso della lampada, il malefico stregone si trasforma in un cobra gigantesco per affrontare Aladdin che lo colpisce per due volte con la sua scimitarra.
Mentre stringe Aladdin tra le sue spire, Jafar si definisce l'essere più grande e potente della Terra. Aladdin capisce così che il suo punto debole è la sua insaziabile sete di potere e lo schernisce per essere meno potente del Genio, inducendolo a usare il suo ultimo desiderio per diventare lui stesso un Genio onnipotente, dimenticando che un genio, nonostante la sua potenza, è comunque uno schiavo. Così facendo Jafar si ritrova legato alla sua nuova lampada e finisce intrappolato al suo interno, portando con sé Iago. Il Genio quindi spedisce la lampada di Jafar nella Caverna delle Meraviglie.
Tutto torna alla normalità, mentre il Genio incoraggia Aladdin a usare il suo terzo desiderio per ritornare a essere un principe e sposare legalmente Jasmine. Aladdin, invece, decide di mantenere la promessa e libera il Genio. Rendendosi conto del coraggio e della nobiltà d'animo di Aladdin, il Sultano cambia la legge per consentire a Jasmine di sposare chiunque scelga. Il Genio saluta affettuosamente il gruppo e parte per esplorare il mondo, mentre Aladdin e Jasmine iniziano la loro nuova vita insieme. La lampada, divenuta ora un oggetto qualsiasi, finirà tempo dopo in mano al mercante (in realtà il Genio sotto mentite spoglie), che la utilizzerà per ricordare a tutti la storia e il coraggio di Aladdin.
Verso la fine dei titoli di coda la voce del Genio saluta felicemente gli spettatori.

## Personaggi
- Aladdin / Principe Ali Ababwa: è un ladruncolo di strada, ha un cuore d'oro ed è anche molto coraggioso e scaltro. Viene convinto da Jafar a recarsi nella Caverna delle Meraviglie per recuperare la lampada magica, ed è lì che incontra il Genio, che diventerà suo grande amico. Inizialmente si finge di essere il principe Ali Ababwa per vincere le attenzioni di Jasmine, ma poi capisce l'errore di fingersi qualcosa che non è e riesce a farsi perdonare. Nella versione originale, Scott Weinger lo doppiò nei dialoghi, mentre nelle parti cantate fu interpretato da Brad Kane e in italiano da Massimiliano Alto (dialoghi) e da Vincenzo Thoma (canto).
- Il Genio: un potente genio dalla pelle azzurra, grande amico e mentore di Aladdin. Ha poteri immensi, ma è letteralmente "prigioniero" di una lampada magica, e può esaudire tre desideri per ogni padrone. Oltre a improvvisare varie gag, si rivela fondamentale per il percorso di crescita di Aladdin, a cui dà consigli essenziali. Nella versione originale fu doppiato da Robin Williams e in italiano da Gigi Proietti.
- Jafar: il Gran Visir di Agrabah, presentato come il consigliere più fidato e leale del Sultano, nonché il principale antagonista della storia. Imperioso, nutre un appassionato disprezzo per il sultano e cerca di ottenere la lampada magica per avere più potere di chiunque altro. Sebbene sia molto intelligente, la sua smania di potere lo rende vittima del raggiro di Aladdin. Nella battaglia finale per il possesso della lampada si trasforma in un gigantesco cobra e poi in un genio onnipotente dalla pelle rossa in cui prese forma una lampada nera tutta sua, anche se lui, il suo corpo normale e la sua lampada si alleano con il ladruncolo Abis Mal e si vedono soltanto nel sequel Il ritorno di Jafar. Nella versione originale fu doppiato da Jonathan Freeman e in italiano da Massimo Corvo.
- Principessa Jasmine: la giovane e ribelle principessa di Agrabah e interesse amoroso di Aladdin, che fugge dal palazzo in rivolta al suo obbligo di sposare un principe. Mentre è in fuga, incontra il protagonista per strada e in seguito lo aiuta a sconfiggere Jafar. È bellissima, molto intelligente e spiritosa. Nella versione originale, i suoi dialoghi furono doppiati da Linda Larkin, mentre le sue parti cantate furono interpretate da Lea Salonga e in italiano da Manuela Cenciarelli (dialoghi) e da Simona Pirone (canto).
- Abù: il cucciolo di scimmia amico di Aladdin, dotato di una voce particolarmente acuta. Dispettoso, cleptomane, agile e scaltro, è fedele ad Aladdin e si presenta come la controparte buona di Iago. I suoi effetti vocali (in questo caso i suoi versi) furono doppiati da Frank Welker.
- Iago: il pappagallo domestico e compagno di Jafar, un'ara macao chiacchierone, comico, sarcastico e brontolone. Appare come una sorta di irascibile controparte di Abù. È uno degli antagonisti della storia. Successivamente diventerà il quadrigonista dall'aspetto redento, buono ed eroico, ma dall'aria coraggiosa, simpatica, onesta e generosa ne Il ritorno di Jafar, in Aladdin, Aladdin e il re dei ladri, nell'episodio Molto più di una principessa e … di un pavone del film Disney Princess: Le magiche fiabe - Insegui i tuoi sogni, nella fiaba sonora Aladdin - Il ritorno di Iago, nei vari libri per bambini e ragazzi e nei videogiochi come grande ed attuale alleato, nonché amico di Aladdin, Jasmine, Abu, il Genio, Raja, il Sultano e il Tappeto Magico. Egli fu doppiato nella versione originale da Gilbert Gottfried e in italiano da Marco Bresciani.
- Sultano: il padre vedovo della principessa Jasmine nonché il pomposo ma gentile sovrano di Agrabah. È alla disperata ricerca di un pretendente per sua figlia, a cui è comunque molto legato. È appassionato di giocattoli e sembra che non sappia niente delle povere condizioni del suo popolo. Doppiato nella versione inglese da Douglas Seale e in italiano da Gianni Vagliani.
- Razoul: il capitano delle guardie, acerrimo inseguitore di Aladdin, incaricato spesso da Jafar, ma soltanto nella serie animata si allea con Aladdin e i suoi amici per la protezione della città di Agrabah. Il suo nome è stato ispirato dall'animatore Rasoul Azadani (in questo film ha lavorato come scenografo), e nella versione originale fu doppiato da Jim Cummings e in italiano da Michele Kalamera, che fu accreditato nelle voci aggiuntive[2].
- Il Tappeto volante: un antico tappeto trovato da Aladdin nella Caverna delle Meraviglie. È un personaggio senza voce, e si esprime interamente attraverso gesti e movimenti. È senza genere, ma si presume che sia maschio. È giocoso, intelligente e capace di volare. A volte usa le sue nappe come mani e piedi. È molto amico di Aladdin e del Genio.
- Raja: la tigre domestica di Jasmine. Mostra un comportamento simile a un cane e un gatto. Unico amico della principessa prima dell'arrivo di Aladdin, è in grado di comprendere il linguaggio e le emozioni umane. I suoi versi furono anche doppiati da Welker, il doppiatore di Abu.
- Principe Achmed: un antagonista minore, è uno dei pretendenti alla mano di Jasmine. Particolarmente antipatico e dalla violenza gratuita, quando fa il suo ingresso ad Agrabah cerca di frustrare due bambini perché gli tagliano inavvertitamente la strada: quando Aladdin insorge per difenderli, per prima cosa lo getta in una pozzanghera e in seguito gli dà maleducatamente dello "straccione", per poi infine sbattergli il portone del palazzo in faccia quando il ragazzo gli corre incontro. Compare per l'ultima volta nella scena seguente, quando, rifiutato da Jasmine, se ne va da palazzo con il didietro dei pantaloni strappato via dalla tigre Raja. Nella versione originale fu doppiato da Corey Burton e in italiano da Romano Malaspina, che fu anche accreditato fra le voci aggiuntive.

## Produzione

### Sceneggiatura e sviluppo
Nel 1988 Howard Ashman lanciò alla Disney l'idea di un adattamento musicale animato di Aladdin. Dopo che Ashman scrisse delle canzoni con Alan Menken e un trattamento, una sceneggiatura venne stesa da Linda Woolverton, che aveva già lavorato a La bella e la bestia. Dopo di che i registi John Musker e Ron Clements presero parte alla produzione scegliendo Aladdin fra tre progetti loro offerti, tra i quali un adattamento de Il lago dei cigni e Il re della giungla - che sarebbe poi diventato Il re leone. Musker e Clements scrissero una bozza della sceneggiatura e la presentarono al presidente degli studios Jeffrey Katzenberg nel 1991, ma quest'ultimo pensò che lo script "non attirava" e lo approvò solo dopo che il duo Ted Elliott e Terry Rossio lo riscrisse.
Tra i cambiamenti presenti c'è la rimozione del personaggio della mamma di Aladdin, la Principessa Jasmine è stata resa più forte, il carattere di Aladdin è stato reso "un po' grezzo, come un giovane Harrison Ford", e il pappagallo Iago, concepito come un personaggio calmo e all'inglese, è diventato un personaggio comico in seguito alla visione, da parte dei produttori, di Gilbert Gottfried in Beverly Hills Cop II - Un piedipiatti a Beverly Hills II. Non a caso Gottfried venne assunto come doppiatore di Iago. Molti personaggi ed elementi si basano sulla versione cinematografica della storia del 1940 Il ladro di Bagdad, e molti aspetti della storia originale sono stati adattati per il contesto del film; per esempio, l'ambientazione non è più Baghdad, ma la fittizia città araba di Agrabah.

### Progettazione e animazione
Una delle prime decisioni che gli animatori si trovarono ad affrontare in Aladdin fu la rappresentazione di Aladdin stesso. Il regista e produttore John Musker disse: 
Inizialmente doveva avere circa tredici anni, ma questa età venne cambiata in diciotto. Aladdin venne realizzato da un team guidato dall'animatore Glen Keane e inizialmente doveva assomigliare all'attore Michael J. Fox. Durante la produzione venne appurato che il personaggio sembrava troppo fanciullesco e "non abbastanza attraente", cosicché venne allora ridisegnato prendendo spunto da Tom Cruise e dai modelli Calvin Klein.
Per la maggior parte dei personaggi il progetto è stato fatto basandosi sul lavoro del caricaturista Al Hirschfeld, considerato appropriato dal disegnatore Richard Vander Wende a causa delle similarità con le linee delle miniature persiane e la calligrafia islamica. Il design di Jafar non è stato basato sul lavoro di Hirschfeld in quanto il suo animatore responsabile, Andreas Deja, voleva un personaggio in contrasto con gli altri. Ogni personaggio è stato animato singolarmente e per la realizzazione di scene con interazione tra più personaggi vi era una consultazione dei responsabili per una buona realizzazione. Per esempio l'animatore di Aladdin Glen Keane lavorava nel ramo californiano dei Walt Disney Animation Studios, mentre l'animatore di Jasmine Mark Henn si trovava in Florida ai Disney-MGM Studios e dovevano continuamente telefonarsi, inviarsi fax, disegni e altro materiale l'uno con l'altro.
Per la creazione degli scenari il supervisore Rasoul Azadani prese come ispirazione molte immagini di Isfahan in Iran, suo paese natale. Altre fonti di ispirazione furono i film d'animazione Disney degli anni quaranta e cinquanta e il film Il ladro di Bagdad. La colorazione avvenne con il processo CAPS e i motivi colorati vennero scelti in base alle personalità da rappresentare - i protagonisti hanno colori chiari come l'azzurro, gli antagonisti invece colori più scuri come il rosso o il nero mentre per Agrabah e il suo palazzo si sono utilizzati colori neutrali come il giallo. L'animazione computerizzata venne usata per qualche elemento del film come per l'ingresso a forma di tigre della Caverna delle Meraviglie o per la scena dove Aladdin cerca di scappare dalla distruzione della Caverna stessa.
Musker e Clements crearono il Genio pensando a Robin Williams, nonostante Katzenberg suggerì attori come John Candy, Steve Martin e Eddie Murphy. Williams venne contattato e accettò il ruolo di doppiatore. La sessione di doppiaggio di Williams avvenne durante una pausa delle riprese di due film ai quali l'attore stava iniziando a lavorare in quel periodo, Hook - Capitan Uncino e Toys - Giocattoli. Incredibilmente per un film animato Robin Williams improvvisò molti dei suoi dialoghi: per alcune scene gli vennero date solo delle linee guida così da permettere un'improvvisazione realistica. È stato stimato che vi sono stati 52 personaggi creati al momento e Eric Goldberg, responsabile dell'animazione del Genio, dovette selezionare i migliori e con il suo team inserirli nel film in modo appropriato.
I produttori hanno inserito alcuni "scherzetti" e simpatici collegamenti a precedenti lavori Disney nel film, come il "cameo" dei registi Clements e Musker e il disegno di qualche noto personaggio disneyano: Bestia, Sebastian e Pinocchio fanno delle rapide apparizioni e la valigia del Genio al termine del film con il cappello di Pippo, la maglietta Hawaiana e i sandali sono tutti rimandi ad un corto che Robin Williams fece per un tour dei Disney/MGM Studios alla fine degli anni ottanta.

### Conflitti di Robin Williams con lo studio
In gratitudine del successo ottenuto con il film Disney/Touchstone Good Morning, Vietnam, Robin Williams doppiò il Genio allo stipendio minimo dettato dal SAG ($75.000) a condizione che il suo nome o la sua immagine non fossero utilizzate a scopi promozionali e che il suo personaggio (secondario) non prendesse più del 25% di spazio su poster e/o materiale pubblicitario, in quanto Toys - Giocattoli doveva essere distribuito nelle sale appena un mese dopo il debutto di Aladdin. Per ragioni finanziarie lo studio non rispettò l'accordo in nessun dei due punti, in particolare nei poster dove il Genio occupava il 25% dell'immagine ma tutti gli altri personaggi, principali e secondari, avevano uno spazio minore. Il libro Disney Hyperion Aladdin: The Making Of An Animated Film classificò come personaggi principali sia "Il venditore ambulante" che "Il Genio", ma con riferimento a Williams solamente come "l'attore che interpreta il Genio".
Williams e la Disney ebbero un conflitto e come conseguenza Dan Castellaneta doppiò il Genio in Il ritorno di Jafar, nella serie televisiva animata di Aladdin e registrò la parte di Aladdin e il re dei ladri. Quando Jeffrey Katzenberg venne licenziato dalla Disney e venne sostituito dal precedente capo produzione della 20th Century Fox Joe Roth (il cui ultimo film con la Fox fu il buon successo proprio con Williams Mrs. Doubtfire - Mammo per sempre) questi fece delle scuse pubbliche a Williams da parte della Disney. Williams accettò di interpretare il film della Hollywood Pictures Jack, diretto da Francis Ford Coppola, ma soprattutto accettò di doppiare ancora una volta il Genio nel sequel il re dei ladri (per un compenso maggiore), sostituendo tutto il lavoro di Castellaneta.

## Colonna sonora
Il compositore Alan Menken e gli autori dei testi Howard Ashman e Tim Rice vennero elogiati per la creazione di una colonna sonora che è "decisamente buona, degna rivale degli altri film animati Disney degli anni novanta". Menken e Ashman iniziarono a lavorare al film assieme, mentre Rice entrò nel progetto dopo la morte di Ashman in seguito ad una complicazione dovuta all'AIDS all'inizio del 1991. Benché quattordici canzoni vennero scritte per Aladdin solo sei sono presenti nel film, tre per ciascun autore. L'edizione speciale DVD del 2004 include quattro canzoni extra nei primi test animati e il video musicale di una, Proud of Your Boy, interpretata da Clay Aiken, apparsa anche nell'album DisneyMania 3.

## Promozione
Il debutto di Aladdin nei cinema statunitensi fu preceduto da una massiccia campagna promozionale, comprendente il trailer allegato alla maggior parte dei VHS dei precedenti film Disney.

## Distribuzione
Dopo un'anteprima limitata il 13 novembre 1992, Aladdin debuttò in 1131 sale cinematografiche il 25 novembre dello stesso anno. In Italia arrivò il 3 dicembre 1993.

### Edizione italiana
L'edizione italiana del film è stata curata dalla Royfilm, con l'adattamento dei dialoghi a opera di Elettra Caporello. Il doppiaggio, invece, venne eseguito presso la International Recording con la collaborazione della Angriservices Edizioni sotto la direzione di Renzo Stacchi. I testi italiani delle canzoni e la direzione musicale furono affidati, rispettivamente, a Ermavilo e Pietro Carapellucci. Aladdin rappresenta l'ultimo lavoro di Carapellucci, morto tre mesi prima dell'uscita del film.

### Edizioni home video
In America del Nord, il film venne distribuito nel formato VHS il 1º ottobre 1993 nella collana dei "Classici Disney". Nel suo primo weekend Aladdin vendette circa 10.8 milioni di copie per raggiungere poi i 25 milioni totali (record che sarebbe stato poi infranto da Il re leone). Venne poi ritirato dal mercato il 30 aprile 1994. In Italia il film è uscito in VHS della Walt Disney Home Video il 16 ottobre 1994.
In America del Nord, Aladdin venne distribuito per la prima volta in DVD il 5 ottobre 2004 nella Walt Disney Platinum Edition. Questa versione conteneva un disco con materiale extra ed era caratterizzata da disegni restaurati e puliti, preparati per una ridistribuzione programmata e mai avvenuta nel circuito IMAX nel 2003. Accompagnato da una campagna marketing di 19 milioni di $, il DVD vendette circa 3 milioni di unità in meno degli altri titoli Platinum Edition. La colonna sonora del film fu disponibile in Dolby 5.1 o nel formato Disney Enhanced Home Theater Mix. Il DVD venne ritirato dal mercato nel gennaio 2008 assieme ai due sequel del film. In Italia il DVD è uscito il 14 ottobre 2004, ed è stato ristampato tre volte: il 3 dicembre 2008 come parte della collana I Capolavori del Musical Disney, il 6 luglio 2011 con il titolo Aladdin - Edizione con Contenuti Speciali Musicali e il 4 novembre 2015 come parte della collana Disney: I Classici.
In America del Nord, il film è uscito anche in Blu-Ray il 6 ottobre 2015 nella collana Walt Disney Diamond Edition. In Italia il film è uscito in BD due anni prima, il 23 ottobre 2013, tuttavia a differenza dell'edizione nordamericana quest'edizione non fa parte della collana Diamond Edition, ma si tratta sostanzialmente di una riedizione rimasterizzata della Platinum Edition.
La sigla finale nella versione italiana del DVD è cantata da Gigi D'Alessio e Anna Tatangelo, che si presenta in due versioni differenti, una come singolo e una come colonna sonora. La stessa edizione DVD è scelta definitivamente come versione televisiva dei canali HD (venendo trasmessa dalla Rai e da Sky Italia).

## Accoglienza

### Incassi
Il film ha incassato 19,2 milioni di dollari nel suo primo weekend, classificandosi secondo al botteghino dietro a Mamma, ho riperso l'aereo: mi sono smarrito a New York. Ci vollero otto settimane prima che il film divenisse primo al botteghino americano: questo avvenne nella settimana tra Natale e Capodanno con 32,2 milioni di dollari. Il film mantenne questa posizione cinque settimane sulle ventidue durante le quali venne distribuito. Aladdin divenne così il miglior successo del 1992 (superando il favorito Guardia del corpo, uscito nello stesso giorno, ossia il 25 novembre) incassando 217.350.219 dollari negli Stati Uniti e 504.050.219 in tutto il mondo; fu il maggiore incasso ottenuto per un film d'animazione fino all'uscita de Il re leone, due anni più tardi. In Italia la pellicola arrivò il 3 dicembre del 1993 e quando fu ritirato aveva incassato oltre 30 miliardi di lire e al box office fu al secondo posto dietro a Jurassic Park di Steven Spielberg.
A fine 2010 è il diciannovesimo maggiore incasso tra i film d'animazione nonché il terzo film di maggior successo realizzato in animazione tradizionale, dietro a Il re leone e I Simpson - Il film. Grazie al suo immenso incasso, è stato il secondo classico Disney con il maggiore incasso fino al 2010; in quell’anno, infatti, è stato superato da Rapunzel - L'intreccio della torre, diventando il terzo. Durante il 2013, è stato nuovamente superato da Frozen - Il regno di ghiaccio, poi nel 2014 da Big Hero 6, e nel 2016 da Zootropolis e Oceania, diventando quindi il settimo classico Disney di maggior successo della storia.

### Critica
Rotten Tomatoes ha riferito che il 95% dei critici ha dato al film una recensione positiva basata su un campione di 75 recensioni, con una valutazione media di 8,20/10. Il consenso del sito recita: "Una voce molto divertente nell'era rinascimentale della Disney, Aladdin è splendidamente disegnato, con canzoni quasi classiche e un cast di personaggi che rubano la scena". Su Metacritic il film ha un punteggio medio ponderato di 86 su 100 basato sulle valutazioni di 25 critici, indicando un "plauso universale". Il pubblico intervistato da CinemaScore ha assegnato al film un raro voto "A+".
Molti critici elogiarono il doppiaggio di Robin Williams: Janet Maslin del The New York Times disse che i bambini "non avevano bisogno di capire cosa il signor Williams voleva evocare per capire quanto divertente fosse", e Roger Ebert ha commentato che Williams e l'animazione "sono nati l'uno per l'altra". Il regista della Warner Bros. Animation Chuck Jones ha persino definito Aladdin "il film più divertente mai realizzato". James Berardinelli gli diede 3,5 stelle su 4 apprezzando "la fresca visione e i meravigliosi numeri di musica e danza". Peter Travers di Rolling Stone disse che il lato comico rendeva il film accessibile sia ai bambini che agli adulti, commento condiviso con Desson Howe del The Washington Post, che aggiunse "i bambini stanno entrando nel regno del magico e dell'avventuroso". Brian Lowry di Variety elogiò la creazione dei personaggi, descrivendo l'espressivo Tappeto "quello meglio realizzato" e dicendo che "Aladdin supera la maggior parte dei difetti della storia grazie al puro virtuosismo tecnico".
Alcuni aspetti del film vennero ampiamente criticati. Ed Gonzalez di Slant Magazine fece una recensione negativa descrivendo il film come razzista, ridicolo e un "narcisistico spettacolo da circo" l'interpretazione di Robin Williams. La recensione di IGN disse che oltre al Genio e alla scena all'interno della Caverna delle Meraviglie, Aladdin "è totalmente privo di sorprese (…). Tu sai già cosa succederà, e nel contenuto è così piccolo da sembrare quasi speciale" e descrisse il cast, in particolare i protagonisti, come "personaggi ben confezionati". Roger Ebert, che generalmente ha elogiato il film nella sua recensione, considerò invece la musica inferiore ai due precedenti film La sirenetta e La bella e la bestia e disse che Aladdin e Jasmine erano "scialbi e di routine".

#### Analisi
(Ron Clements)
I produttori pensavano che il messaggio originale della storia non fosse appropriato per il film e decisero di dargli "una spintarella" facendo sembrare i desideri una cosa bellissima che potrebbe diventare però un serio problema. Altro grande tema è riferito al non sembrare ciò che non si è: sia Aladdin che Jasmine fingono di essere persone che non sono finendo nei guai o il Principe Alì fallisce nell'impressionare Jasmine in quanto essa è l'unica persona a riconoscerlo come Aladdin. È presente anche la tematica dell'"imprigionamento", situazione comune a molti dei personaggi - Aladdin e Jasmine sono infelici della loro vita, il Genio è vincolato alla sua lampada e Jafar al Sultano; questa situazione è rappresentata visivamente da muri, sbarre e dalle prigioni nel palazzo di Agrabah oltre che dalla scena in cui Jasmine libera degli uccelli chiusi in gabbia. Al riguardo, è interessante notare sia la somiglianza che il contrasto tra il protagonista e l'antagonista: sia Aladdin che Jafar sono insoddisfatti della loro vita, vorrebbero di più e usano la lampada per riuscire ad essere più di quello che sono, fondamentalmente percorrono la stessa strada con la differenza che Jafar mostra apertamente un carattere egoista e divorato dall'ambizione e dalla sete di potere. Tuttavia, il fatto che Aladdin, prima che la lampada venisse rubata, si rifiutasse di mantenere la promessa di liberare il Genio, lascia intendere che col tempo perfino lui avrebbe potuto essere sopraffatto dall'ambizione e diventare come Jafar (e questo sembra capirlo lo stesso Aladdin che sceglie di rifiutare di tornare ad essere un principe alla fine). Jasmine è inoltre descritta come una principessa Disney differente da quelle classiche per la sua ribellione alla vita reale e alla scala sociale cercando di trovare la sua strada al contrario delle principesse che cercano solo di essere salvate.

## Riconoscimenti
- 1993 – Premio Oscar
  - Miglior colonna sonora a Alan Menken
  - Miglior canzone (A Whole New World) a Alan Menken e Tim Rice
  - candidatura come Miglior canzone (Friend Like Me) a Alan Menken e Howard Ashman
  - candidatura come Miglior sonoro a Terry Porter, Mel Metcalfe, David J. Hudson e Doc Kane
  - candidatura come Miglior montaggio sonoro a Mark A. Mangini
- 1993 – Golden Globe
  - Miglior colonna sonora a Alan Menken
  - Miglior canzone (A Whole New World) a Alan Menken e Tim Rice
  - Golden Globe Speciale a Robin Williams (per il doppiaggio)
  - candidatura come Miglior film commedia o musicale
  - candidatura come Miglior canzone (Friend Like Me) a Alan Menken e Howard Ashman
  - candidatura come Miglior canzone (Prince Ali) a Alan Menken e Howard Ashman
- 1994 – Premio BAFTA
  - candidatura come Miglior colonna sonora a Alan Menken
  - candidatura come Migliori effetti speciali a Don Paul e Steve Goldberg
- 1994 – Grammy Award
  - Miglior composizione strumentale a Alan Menken
  - Miglior interpretazione vocale pop di coppia o di gruppo (A Whole New World) a Peabo Bryson e Regina Belle
  - Canzone dell'anno (A Whole New World) a Tim Rice e Alan Menken
  - Miglior canzone (A Whole New World) a Alan Menken e Tim Rice
  - Miglior album per bambini a Alan Menken e Tim Rice
  - candidatura come Miglior canzone (Friend Like Me) a Alan Menken e Howard Ashman
  - candidatura come Miglior registrazione (A Whole New World) a Peabo Bryson, Regina Belle e Walter Afanasieff
- 1993 – MTV Movie Award
  - Miglior performance comica a Robin Williams
  - candidatura come Miglior film
  - candidatura come Miglior canzone (A Whole New World)
- 1993 - Southeastern Film Critics Association Awards
  - Migliori dieci film
  - candidatura come Miglior film
- 1993 – Saturn Award
  - Miglior film fantasy
  - Miglior attore non protagonista a Robin Williams
  - Miglior attore emergente a Scott Weinger
  - candidatura come Miglior colonna sonora a Alan Menken
- 1993 – Premio Hugo
  - candidatura come Miglior rappresentazione drammatica
- 1992 – Los Angeles Film Critics Association Award
  - Miglior film d'animazione a John Musker e Ron Clements
- 1993 – Annie Award
  - Miglior film d'animazione
- 1993 – ASCAP Award
  - Top Box Office Films a Howard Ashman, Alan Menken e Tim Rice
- 1995 – ASCAP Award
  - Miglior canzone (A Whole New World) a Tim Rice e Alan Menken
- 1993 – BMI Film & TV Award
  - Miglior colonna sonora a Alan Menken
- 1994 – BMI Film & TV Award
  - Miglior canzone (A Whole New World) a Alan Menken
- 1993 – Golden Reel Awards
  - Miglior montaggio sonoro in un lungometraggio d'animazione
- 1993 – Young Artist Award
  - Film per la famiglia dell'anno
- 1994 – Golden Screen
  - Golden Screen
  - Golden Screen con 1 stella
- 1993 – Publicists Guild of America
  - Miglior film

## Altri media

### Serie televisiva
Poco dopo l'uscita de Il ritorno di Jafar venne trasmessa la serie televisiva animata di Aladdin. Gli episodi raccontano le avventure di Aladdin dopo gli eventi del secondo film.
Come nel film Il ritorno di Jafar, il Genio non è doppiato da Robin Williams ma da Dan Castellaneta, mentre nel doppiaggio italiano Gigi Proietti è sostituito da Roberto Pedicini. Il resto del cast è invece rimasto lo stesso, sia in originale che in italiano.

### Televisione
Nel film televisivo Descendants, trasmesso su Disney Channel nel 2015, appaiono Jafar e il figlio Jay. Nel seguito Descendants 2 torna il figlio Jay ma è assente Jafar. Nello stesso film appaiono come cameo i personaggi di Aladdin e Jasmine.
Nella serie animata Descendants: Wicked World è tra i protagonisti anche Jordan, la figlia del Genio.

### Crossover
I personaggi di Aladdin appaiono in un crossover nella serie animata di Hercules (che si ambienta dopo Aladdin e il re dei ladri). I personaggi sono spesso anche ospiti della serie House of Mouse - Il Topoclub dove Jafar diventerà il leader della rivolta dei cattivi vista in Topolino & i cattivi Disney, e dopo la sua sconfitta subita, Topolino ridiventò leader al suo posto trasformando il Club dei Cattivi nel Topoclub. 
Jasmine appare come guest nella serie animata Sofia la principessa, insieme alle altre Principesse Disney. 
Jasmine appare insieme alle altre principesse del brand in Ralph spacca Internet. 

### Videogiochi
Oltre ai film vennero prodotti anche tre differenti videogiochi basati sulle avventure di Aladdin. Una coproduzione tra Virgin Games e Walt Disney Animation Studios per la console Sega Mega Drive, Disney's Aladdin, venne realizzata all'inizio del 1993 per poi essere adattata anche a Nintendo Entertainment System, PC, Game Boy e Game Boy Color. Disney's Aladdin, questa volta prodotto dalla Capcom, venne realizzato, sempre nel 1993, per Super Nintendo ed esteso poi al Game Boy Advance.
L'ultimo gioco, Disney's Aladdin, è stato realizzato da SIMS per Game Gear e Sega Master System.
La serie televisiva ispirò un ulteriore videogioco realizzato da Argonaut Games intitolato Aladdin: La vendetta di Nasira e uscito nel 2000 per PlayStation e PC. Inoltre nel 2004 Vivendi creò Disney's Aladdin Chess Adventures, un gioco di scacchi al computer con i personaggi del mondo di Aladdin.
La serie di giochi di Kingdom Hearts presenta un mondo giocabile ispirato ad Aladdin e ad Agrabah. In Kingdom Hearts e Kingdom Hearts: Chain of Memories la storia è però slegata da quella del film originale, mentre in Kingdom Hearts II è un misto tra quella di Aladdin e de Il ritorno di Jafar.
Anche Disney Universe prevede la presenza del mondo di Aladdin e la possibilità per il giocatore di travestirsi da cinque personaggi del film: Jasmine, Aladdin, Jago, Jafar e il Genio.
Aladdin e Jasmine sono due personaggi giocabili nel videogioco Disney Infinity 2.0: Marvel Super Heroes uscito nel 2014.

### Musical
Il film è stato anche fonte di ispirazione di un musical a Broadway, uno spettacolo su ghiaccio (Disney On Ice), e di due attrazioni nei parchi a tema Disney: The Magic Carpets of Aladdin, un'attrazione simile a Dumbo the Flying Elephant, sia a Magic Kingdom al Walt Disney World Resort e al Walt Disney Studios a Disneyland Paris; e lo spettacolo Disney's Aladdin: A Musical Spectacular al Disney's California Adventure Park.
Un romanzo tratto dal film è stato pubblicato dalla Giunti editore con il titolo Un mondo nuovo, e racconta la stessa storia ma con un twist differente che risponde alla domanda E se Aladdin non avesse tenuto la lampada?. Il libro è stato scritto da Liz Braswell.

## Casi mediatici
Sia nella versione italiana sia in quella americana uno dei versi dalla canzone d'apertura, Le notti d'oriente, venne modificato in seguito alle proteste dell'American-Arab Anti-Discrimination Committee (ADC). I versi vennero cambiati nel luglio 1993 da "E ti trovi in galera anche senza un perché/che barbarie, ma è la mia tribù" (Where they cut off your ear if they don't like your face/It's barbaric, but, hey, it's home) della versione originale a "C'è un deserto immenso e un calore intenso/Non è facile, ma io ci vivo laggiù" (Where it's flat and immense and the heat is intense/It's barbaric, but, hey, it's home). Questa modifica apparve per la prima volta nell'edizione video americana del 1993. L'edizione originale americana era ancora disponibile nella prima distribuzione del CD audio ma nella seconda edizione vennero usati i nuovi versi. La nuova registrazione utilizza ancora lo stesso doppiatore/cantante della prima versione. Entertainment Weekly inserì Aladdin nella lista dei film più controversi della storia a causa di questo fatto. L'ADC criticò anche la rappresentazione di Aladdin e Jasmine, considerandoli troppo anglicizzati e con un accento anglo-americano in contrasto con gli altri personaggi del film, i quali appaiono con la pelle scura, accento arabo, lineamenti grotteschi e risultano villani e avari. Il pubblico puritano (inclusi giornalisti, anche italiani come Chiara Carnà) criticò anche il design e gli atteggiamenti provocanti e "civettuoli" di Jasmine, anche se, proprio perché provenienti da puritani, potrebbero non essere critiche di particolare rilevanza, infatti altre critiche simili e di natura simile sono state fatte anche nei confronti di altri personaggi del cinema d'animazione iconici e volutamente attraenti e provocanti come Jessica Rabbit, Betty Boop e Lola Bunny.
Un'altra scena ha sollevato ulteriori polemiche, ma solamente nella versione americana del film. Quando Aladdin viene attaccato dalla tigre Rajah sul balcone del palazzo, egli dice a bassa voce "Come on, good kitty, take off and go..." e la parola "kitty" si accavalla con un ringhio di Rajah. Alcuni spettatori riportarono di aver sentito "Good teenagers, take off your clothes", considerandolo un riferimento subliminale alla promiscuità. A causa di questo problema la Disney cambiò la frase con "Down, kitty" nell'edizione DVD.
Gli appassionati dei film d'animazione notarono delle somiglianze tra Aladdin e il non concluso film di Richard Williams The Thief and the Cobbler (conosciuto anche come Arabian Knight sotto la Miramax Films e The Princess and the Cobbler al Majestic Films International). Queste similitudini riguardano: la trama, i personaggi, scene, fondali e l'antagonista Zig-Zag assomiglia nel disegno e nei modi ad alcuni tratti del Genio e Jafar. Benché Aladdin venne distribuito prima di The Thief and the Cobbler, quest'ultimo entrò in produzione nei primi anni sessanta, incontrando però molti ostacoli come problemi finanziari, detenzioni di copyright e ritardi di produzione dovuti alla separazione degli studios produttori mentre cercavano di concludere il film dopo che Richard Williams venne allontanato dal progetto per la non riuscita dello stesso. La rimandata distribuzione avvenuta con la Miramax (studio di proprietà della Disney) fece ri-editare il film e per questo a volte viene erroneamente riportato che The Thief and the Cobbler sarebbe una copia di Aladdin.

## Sequel
Dopo Aladdin, nel 1994 venne realizzato il primo seguito direct-to-video della Disney, Il ritorno di Jafar: esso introdusse il nuovo personaggio di Abis Mal, doppiato in lingua originale da Jason Alexander, e vide il ritorno di tutti i doppiatori del primo film, ad eccezione di Robin Williams, sostituito da Dan Castellaneta per via di contrasti con la Disney, e di Douglas Seale, rimpiazzato da Val Bettin. La storia si concentra sulla sete di vendetta di Jafar, ma questa volta Iago diviene alleato di Aladdin, così che Abis Mal prende il suo posto come braccio destro dell'antagonista.
Nel 1996 uscì sul mercato il secondo ed ultimo seguito, Aladdin e il re dei ladri, in cui nella versione originale Robin Williams torna a doppiare il Genio nonostante sia stato in precedenza sostituito da Dan Castellaneta nel secondo film e nella serie animata a causa dei conflitti con la produzione, poi risolti. La storia inizia con Aladdin e Jasmine in procinto di sposarsi, proprio nel momento in cui Aladdin scopre che suo padre è ancora vivo ed è il cosiddetto "re dei ladri", capo dei Quaranta Ladroni.
Esiste anche un film incentrato sulla principessa Jasmine, chiamato Le magiche fiabe di Jasmine, e un’apparizione della stessa è presente nel film collettivo direct-to-video Disney Princess: Le magiche fiabe - Insegui i tuoi sogni.
Nessuno di questi sequel e film standalone, tuttavia, fa parte del canone ufficiale Disney, in quanto non realizzati da The Walt Disney Animation Studios.

## Remake live-action
Nel 2017 è stato annunciato dalla Disney un remake live-action diretto da Guy Ritchie. Le riprese del film sono iniziate nel mese di luglio del 2017 con un cast multietnico. Le riprese sono terminate il 24 gennaio 2018, e il film stato distribuito in Italia il 22 maggio 2019, negli Stati Uniti il 24 maggio, incassando oltre un miliardo di dollari in tutto il mondo, e diventando così il terzo film di maggior incasso del 2019. Il film ha ricevuto recensioni contrastanti da parte della critica, che ha elogiato le performance degli attori, i costumi e lo spartito musicale, ma ha criticato la regia di Ritchie e gli effetti CGI.

## Curiosità
In tempi recenti è circolata una teoria diffusa fra gli appassionati, alcuni dei quali avrebbero ipotizzato che l'intero film fosse solo una falsa storiella raccontata dal mercante visto all'inizio per cercare di vendere al pubblico la sua lampada assieme al resto della sua scadente mercanzia, credenza poi rafforzata da un articolo scritto nel 2015 che avrebbe apparentemente visto i registi del film confermare la storia come veritiera. Quest'ultima, tuttavia, si è rivelata essere una bufala, e ad essere confermato è stato invece il fatto che il mercante e il Genio, doppiati entrambi in originale da Robin Williams, fossero in realtà la stessa persona, come qualcuno aveva già sospettato o dedotto in precedenza. A confutare ancora di più l'ipotesi precedentemente menzionata vi è anche il fatto che il mercante faccia magicamente uscire dalla lampada della polvere magica, che usa per cambiare scenario mentre narra la sua storia all'inizio del film, laddove nel finale si vede il Genio dire le ultime battute rompendo la quarta parete.
Nella versione italiana della canzone cantata dal Genio, "A friend like me" ("Un amico come me"), quest'ultimo dice, indicando due colonne dove si trova Aladdin, "Si vive in serie A, dimentica la B", indicando le due colonne, ma in realtà la versione originale dice letteralmente "Abbi un pò della colonna A, prova TUTTA la colonna B", ciò confermato ed evidenziato dalle quantità di cibo che formano le rispettive colonne. Un altro caso avviene quando Jafar ipnotizza il Sultano una seconda volta per convincerlo a fargli sposare Jasmine, e in un brevissimo momento di "semi-lucidità" dice 'But you are so...ooold' ('Ma sei così...veeecchio'), per un momento comico, indicando comunque una riluttante accettazione. Nella versione italiana, tuttavia, la battuta assume connotazioni decisamente più ageiste, in quanto nell'adattamento italiano il Sultano dice con un tono più deciso, 'Ma che dici?! Tu sei vecchio!'.